# Делонг, Роберт
Роберт Делонг (англ. Robert DeLong; род. 18 февраля 1986, Ботелл, США) — американский электронный музыкант из Ботелла, штат Вашингтон, в настоящее время проживающий в Лос-Анджелесе, Калифорния. Делонг играет в основном в жанрах хаус, дабстеп и мумбатон. Музыкант выпустил три полноформатных альбома на лейбле Glassnote Records: Just Movement в январе 2013 года, In the Cards в сентябре 2015 года и Walk Like Me в ноябре 2021 года.

## Биография
Делонг вырос в Ботелле, пригороде Сиэтла. Его отец был барабанщиком. Во время учёбы в старших классах Роберт играл в различных группах. Он изучал ударные в Тихоокеанском университете Азуса, частично получая стипендию. Во время учёбы в колледже Делонг играл в группе The Denouement, а после окончания учёбы поселился в Лос-Анджелесе.

## Музыкальная карьера
Делонг начинал карьеру как ударник в инди-рок группах, но затем добавил в свои композиции больше электронных элементов после того, как познакомился с их использованием на рейвах. Музыкант известен тем, что использует игровые периферийные устройства, такие как Wii Remote и джойстик, подключённые к MIDI-интерфейсу, для изменения своего звучания. Среди исполнителей, оказавших на него влияние, он называет Death Cab for Cutie, Modest Mouse, Dreamers, Boards of Canada.
Первый полноформатный альбом Just Movement был выпущен 5 февраля 2013 года на лейбле Glassnote Records. Журнал Wired охарактеризовал его стиль как сочетание «электронной танцевальной музыки, альтернативного рока и вокальных партий в композициях, которые достаточно мелодичны, чтобы побудить к движению, но при этом достаточно диссонансны, чтобы оставаться интересными».
Во время концертов зрителям предлагается аквагрим, который выполняют местные художники-добровольцы под руководством визуального художника Хайди Каллауэй, сотрудничающей с Делонгом на протяжении многих лет. Аквагрим стал постоянным элементом его выступлений и способствует созданию атмосферы общности среди поклонников. Экипировка и одежда музыканта часто содержат оранжевый логотип «X»; этот же знак или его вариант нередко наносят на лицо самого Делонга и присутствующих на концертах.

## Дискография

### Студийные альбомы
| Название                                  | Детали                                                                                         | Максимальная позиция | Максимальная позиция | Максимальная позиция | Продажи       |
| Название                                  | Детали                                                                                         | US Dance             | US Heat              | US Rock              | Продажи       |
| ----------------------------------------- | ---------------------------------------------------------------------------------------------- | -------------------- | -------------------- | -------------------- | ------------- |
| Just Movement                             | - Выпущен: 22 января 2013 - Лейбл: Glassnote Records - Формат: CD, цифровая дистрибуция, LP    | 18                   | 34                   | —                    | - США: 15 000 |
| Long Way Down (EP)                        | - Выпущен: 10 ноября 2014 - Лейбл: Glassnote Records - Формат: цифровая дистрибуция, LP        | 23                   | 48                   | —                    |               |
| In the Cards                              | - Выпущен: 18 сентября 2015 - Лейбл: Glassnote Records - Формат: CD, цифровая дистрибуция, LP  | —                    | 9                    | 46                   |               |
| See You In the Future (EP)                | - Выпущен: 19 октября 2018 - Лейбл: Glassnote Records - Формат: CD, цифровая дистрибуция, LP   | —                    | —                    | —                    |               |
| Walk Like Me                              | - Выпущен: 19 ноября 2021 - Лейбл: Glassnote Records - Формат: цифровая дистрибуция            | —                    | —                    | —                    |               |
| Playlist of Doom                          | - Выпущен: 13 сентября 2024 - Лейбл: Round Hill Records - Формат: CD, цифровая дистрибуция, LP | —                    | —                    | —                    |               |
| «—» ставится, если альбом не попал в чарт |                                                                                                |                      |                      |                      |               |

### Синглы
| «Global Concepts»                                  | 2012 | —  | 33 | —  | Just Movement         |
| «Long Way Down»                                    | 2014 | 38 | 3  | 9  | In the Cards          |
| «Don’t Wait Up»                                    | 2015 | —  | 19 | 29 | In the Cards          |
| «Better Days»                                      | 2015 | —  | —  | —  |                       |
| «Favorite Color Is Blue» (feat. K.Flay)            | 2018 | —  | 16 | 19 | See You in the Future |
| «Revolutionary»                                    | 2018 | —  | 31 | —  | See You in the Future |
| «First Person on Earth»                            | 2018 | —  | 35 | —  | See You in the Future |
| «Better in College» (feat. Ashe)                   | 2020 | —  | —  | —  | Walk Like Me          |
| «Did It To Myself» (feat. Lights)                  | 2021 | —  | —  | —  | Walk Like Me          |
| «Own Worst Enemy»                                  | 2021 | —  | —  | —  | Walk Like Me          |
| «Alone Again» (feat. Lights)                       | 2022 | —  | —  | —  |                       |
| «You» (feat. Lyeel)                                | 2022 | —  | —  | —  |                       |
| «Hot AF» (feat. Transviolet)                       | 2022 | —  | —  | —  |                       |
| «Dodging Sunshine (Fever Dreams)» (feat. Dreamers) | 2023 | —  | —  | —  |                       |
| «Deserve It All» (feat. Pahua)                     | 2024 | —  | —  | —  | Playlist of Doom      |
| «soft boy»                                         | 2024 | —  | —  | —  | Playlist of Doom      |
| «SLOWLY»                                           | 2024 | —  | —  | —  | Playlist of Doom      |
| «—» ставится, если сингл не попал в чарт           |      |    |    |    |                       |